# Anne Couppier de Romans

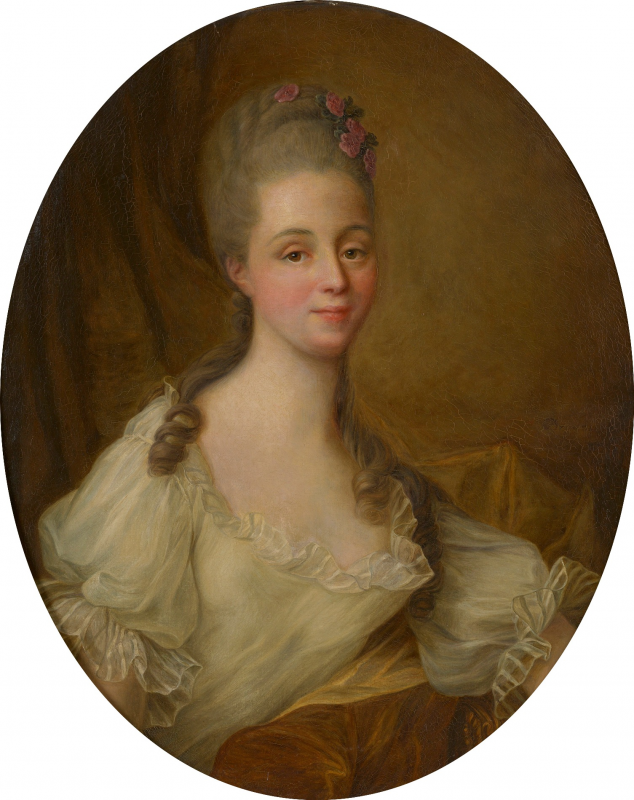
Anne Couppier de Romans

Anne Couppier de Romans, comtesse de Meilly-Coulonge (* 1737; † 1808) war die Tochter von Jean Joseph Roman Coppier. Sie war eine der Hofdamen der Prinzessin Marie Adélaïde (1732–1800), Tochter des französischen Königs Ludwig XV. Dieser wurde auf sie aufmerksam und machte sie zu seiner Mätresse. Aus der Verbindung mit dem König ging ein Sohn hervor: Louis Aimé de Bourbon (1762–1787). Dieser war das einzige Kind seiner Mätressen, das Ludwig XV. anerkannte. 1772 heiratete sie Gabriel Guillaume de Siran, marquis de Cavanac.